# Линниченко, Андрей Иванович
Андрей Иванович Линниченко (21 ноября [3 декабря] 1822, Киев — 1888) — русский учёный (историк литературы) и педагог, профессор русской словесности Нежинского лицея, начальник Фундуклеевской и Киево-Подольской женских гимназий. Действительный статский советник[уточнить]. Отец И. А. Линниченко.

## Биография
Родился 21 ноября (3 декабря) 1822 года в Киеве в мещанской семье. Самостоятельно освоив грамоту, учился затем в приходском училище и Киевской гимназии. Окончив гимназию в 1839 году с серебряной медалью, поступил на философский факультет Киевского университета. В 1843 году, по окончании университетской учёбы, получил медаль за сочинение на тему «De minis Romanorum» и степень кандидата. Был определён младшим учителем в Житомирскую гимназию, но, рассчитывая на научную карьеру филолога-классика, остался в Киеве, заняв открывшуюся вакансию помощника библиотекаря в киевском университете. В дальнейшем, однако, вместо классической филологии по совету преподавателей университета он сосредоточился на русском языке и литературе, защитив в 1845 году диссертацию на степень магистра русской словесности по теме «Очерк развития важнейших идей отечественного языкознания от возникновения ученых исследований русского языка до утверждения их на началах сравнительно-исторической науки о языке».
С августа 1846 по 1853 год занимал должность старшего учителя истории в Первой киевской гимназии. С 1851 года одновременно преподавал русскую словесность в Киевском институте благородных девиц и в образцовом женском пансионе. С 16 сентября 1853 года был профессором русской словесности в Нежинском лицее князя Безбородко, затем назначен адъюнкт-профессором киевского университета по кафедре русской словесности, где преподавал теорию поэзии и прозы, а также историческую филологию русского языка. Одновременно вёл занятия по русской словесности в училище бедных девиц графини Левашовой.
В 1859 году он был утверждён в должности начальника только что открытого на средства И. И. Фундуклея училища для приходящих девиц (в дальнейшем — Фундуклеевская женская гимназия). Руководил также открытым в 1861 году филиалом Фундуклеевской гимназии, в том числе и после обретения им в 1872 году статуса независимой Киево-Подольской женской гимназии — до своей смерти. В 1863 году, после принятия нового университетского устава, в киевском университете была учреждена кафедра истории всеобщей литературы, и Линниченко стал доцентом этой кафедры; был также секретарём историко-филологического факультета. В университете Линниченко преподавал вплоть до 1877 года. Также преподавал во Владимирском Киевском кадетском корпусе.
В 1864 году Линниченко был направлен за границу для ознакомления с произведениями изящных искусств, посетив музеи Германии, Италии и Франции. По возвращении, в январе 1865 года, он был назначен на должность заведующего действовавшим при университете музеем древностей; однако в отличие от предыдущего заведующего, профессионального историка и археолога Я. Я. Волошинского, существенно развившего музей, Линниченко играл на первых порах главным образом роль хранителя. Только в конце 1860-х годов он выступил с проектом планомерного развития художественной экспозиции музея, которую рассчитывал сделать учебной базой для преподавания истории искусства.
С 23 декабря 1866 года — действительный статский советник. Кавалер орденов Св. Станислава 2-й ст. (1862), Св. Анны 2-й ст. (1870), Св. Владимира 3-й ст. (1873). Награждён также медалью «В память войны 1853—1856». В 1883 году был награждён орденом Св. Анны 1-й степени.
Умер в 1888 году.

## Публикации
Помимо диссертации, среди опубликованных работ А. И. Линниченко были следующие:
- Курс истории поэзии для средних учебных заведений (Киев, 1861, дважды переиздано)
- Курс истории поэзии для воспитанниц женских институтов и воспитанников гимназий. — 2-е изд., испр. — Киев: Унив. тип., 1861. — XVI, 265 с.
- Обзор поэтической деятельности английского романиста Чарльза Диккенса (Киев, 1866)
- Карамзин, как преобразователь русского языка (Киев, 1867)
- Журнальная деятельность И. А. Крылова (Киев, 1868)
- Курс истории русской литературы для средних учебных заведений (Киев, несколько переизданий)

## Семья
Был женат на дочери профессора Киевского университета и Киевской духовной Академии, кафедрального протоиерея Ивана Михайловича Скворцова — Людмиле Ивановне (1824—?). Их сын: Иван Андреевич (1857—1926).